# Vésuve de Brekka
Vésuve de Brekka (né le 10 juin 2009) est un cheval hongre bai du stud-book du Selle français. Issu de l'élevage de Brekka à Colomby, il est vendu à la Garde républicaine française à l'âge de trois ans. Il suit trois années de formation, puis exécute deux ans de service avec la Garde républicaine. Il est offert comme cadeau diplomatique par le président français Emmanuel Macron à son homologue chinois Xi Jinping en janvier 2018, geste que l'Élysée qualifie de « diplomatie du cheval inédite ».

## Histoire
Vésuve de Brekka naît le 10 juin 2009 dans l'élevage de Pierre et Marie-Ange Le Boulanger,, à Colomby, en Basse-Normandie. Son père est Quartz du Chanu, sa mère Qréole de Brekka, par laquelle il est un petit-fils de Dollar du Mûrier. Son origine génétique se situe exclusivement dans le département de la Manche. Élevé pendant trois ans par ses naisseurs, il reçoit une puce électronique le 29 septembre 2009, et est identifié officiellement le 18 février 2011. Il rejoint la Garde républicaine en 2012, à l'âge de trois ans, après avoir passé une semaine d'examens, puis est placé au centre d'instruction de Saint-Germain-en-Laye pour un an de débourrage. Il est castré fin 2012. Il rejoint le 3e escadron à l'âge de 4 ans, et continue à suivre une formation sportive de ses 4 ans à ses 6 ans. À six ans, considéré comme prêt psychologiquement et physiquement, il entre en service, en commençant par des répétitions d'escorte, et en patrouille dans Paris et les forêts domaniales avoisinantes. En raison de ses qualités, il devient cheval de tête d'escadron, et se voit attribuer son deuxième cavalier pour le 14 juillet 2016. Il participe au défilé de la Garde républicaine qui escorte le président français le 11 novembre 2017. 

### Cadeau diplomatique à la Chine
Le président chinois ayant été « fasciné » par la Garde républicaine lors de son escorte entre les invalides et l'Elysée en 2014, Emmanuel Macron choisit de lui offrir ce cheval, alors âgé de 9 ans,, afin de répondre au cadeau d'un couple de pandas par Xi Jinping en 2012, dans un geste que l'Elysée qualifie de « diplomatie du cheval inédite ». L'idée ne vient pas de lui, mais de Benoit Cornu, le directeur de la communication du PMU. Vésuve de Brekka arrive par avion sur le sol chinois le 4 janvier 2018, accompagné d'un vétérinaire et d'un cavalier soigneur,, le voyage étant financé par Alain Resplandy-Bernard, le PDG par intérim du PMU, avec l'aide logistique de l’Union nationale interprofessionnelle du cheval,. Un harnachement traditionnel l'accompagne, comprenant une selle d’armes d'un modèle de 1874 équipant les régiments de cavalerie de l’armée française, et un sabre d’officier de cavalerie légère du modèle de 1822, orné d'une inscription « M. Emmanuel Macron - Président de la République Française - Pékin - Janvier  2018 ». Emmanuel Macron remet également une photo de l'animal au président chinois, et publie une vidéo de présentation du cheval sur son compte Twitter. Les officiels présents lors de la cérémonie chinoise soulignent que c'est la première fois qu'un président français offre un cheval. Vésuve de Brekka doit passer une période de quarantaine dans un box chauffé de la banlieue de Pékin, la fin de quarantaine arrivant la semaine du 5 février 2018. Ce cadeau diplomatique s'accompagne d'un accord de partenariat entre la garde républicaine et les autorités chinoises.
Des nouvelles du cheval arrivent régulièrement en France, Vésuve s'étant adapté à sa nouvelle alimentation.

## Analyse
D'après l'AFP, une partie du choix d'un cheval comme cadeau diplomatique résulte du fait que la transcription du nom d'Emmanuel Macron en chinois, Makelong, signifie « le cheval vainc le dragon »,. Cependant, Jean-Louis-Gouraud souligne qu'historiquement, offrir un cheval est un signe de respect, voire d'allégeance. D'après Laurent Stefanini, Emmanuel Macron a fait seul le choix d'un cheval comme cadeau, ce qu'il estime être une bonne idée car la symbolique du cheval est positive en Chine. D'après le site Xinhuanet, le cheval incarne l'idée d'aller de l'avant. Wang Zhenshan, le secrétaire général de la Thoroughbred Horse Registration Commission en Chine, a été interviewé par la presse chinoise, déclarant que la France montre de l'amitié avec la Chine avec sa diplomatie du cheval,  et que cela permet au cheval de servir de messager de l'amitié avec la belle signification du succès du cheval. Il a également été souligné que ce choix de cadeau diplomatique respecte l'histoire chinoise, les autorités du pays autant étant réputées pour leur très particulière diplomatie du panda.
Xi Jinping a par le passé déjà reçu plusieurs chevaux d'autres dirigeants, en particulier du Turkménistan, en 2002 et 2014.